# Chilcote
Chilcote – wieś w Anglii, w hrabstwie Leicestershire, w dystrykcie North West Leicestershire. Leży 31 km na zachód od miasta Leicester i 166 km na północny zachód od Londynu.